# Mê cung

Mê cung hay còn gọi là mê lộ, mê đạo thường được hiểu là một hệ thống đường ngầm gồm nhiều nhánh ngang dọc nối chằng chịt với nhau. Mê cung được dùng để chỉ những công trình gồm rất nhiều hành lang, lối đi được bao bọc xung quanh với vô vàn ngã ba, ngã tư, ngõ cụt. Người bị dẫn vào mê cung chỉ nhìn thấy một phần của đường đi nên rất khó định hướng và có thể không tìm được lối ra. Mê cung là hình dạng tiêu biểu của đa giác đơn.

## Tạo mê cung
Các mê cung được xây bằng tường và phòng, với hàng rào, cỏ, thân cây ngô, rơm rạ, sách, đá lát có màu sắc hoặc kiểu dáng tương phản, và gạch,  hoặc trên các cánh đồng trồng trọt như ngôhoặc thực tế là ngô. Mê cung ngô có thể rất lớn; chúng thường chỉ được nuôi trong một mùa sinh trưởng, vì vậy chúng có thể khác nhau hàng năm và được quảng bá là điểm thu hút khách du lịchtheo mùa. Trong nhà, mê cung gương là một dạng khác của mê cung, trong đó nhiều đường biểu kiến là những tuyến đường tưởng tượng được nhìn thấy qua nhiều phản xạ trong gương. Một loại mê cung khác bao gồm một tập hợp các phòng được liên kết với nhau bằng các cánh cửa (vì vậy một lối đi chỉ là một căn phòng khác trong định nghĩa này). Người chơi đi vào một điểm, và thoát ra ở một điểm khác, hoặc ý tưởng có thể là đến một điểm nhất định trong mê cung. Các mê cung cũng có thể được in hoặc vẽ trên giấy để theo sau bằng bút chì hoặc đầu ngón tay. Mê cung có thể được xây dựng bằng tuyết.

## Tại một sốquốc giatronglịch sử

### Ai Cập
Các mê cung trong các Kim tự tháp ở Ai Cập là những đường hầm tối đen như mực, chỉ cao có một mét, ngang một mét. Càng vào sâu, đường càng hóa hiểm, có đoạn dẫn đến giếng nước, có đoạn dẫn đến bước tường đá. Phải rất khó khăn mới tìm đến được những gian buồng rộng rãi có quan tài ướp xác các vua chúa, hoàng hậu.

### Hy Lạp

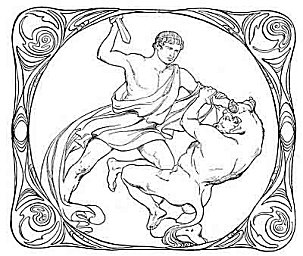
Theseus và Minotaur

Theo thần thoại Hy Lạp thì mê cung đầu tiên được xây dựng trên đảo Crete, một đảo lớn ở Địa Trung Hải. Trên đảo này có con quỷ Minotaur đầu bò mình người. Nó bắt thợ xây tài ba Daedalus phải làm một mê cung gồm vô số căn phòng với những đường ngang, lối dọc ngoằn ngoèo và những ngõ cụt bất ngờ. Chín năm một lần, dân thành Athens phải cống nạp bảy cặp trai tài gai sắc vào mê cung cho quái vật ăn thịt. Đã có nhiều tráng sĩ lần mò vào mê cung, nhưng nếu không bị lạc lối rồi kiệt sức thì cũng không chống cự nổi sức mạnh hung hãn của quái vật. Cuối cùng hoàng tử Theseus, con trai vua Aegeus, đã vào được mê cung nhờ lần theo sợi chỉ của nàng công chúa xinh đẹp Ariadne, con gái vua Minos trao cho. Sau một trận chiến đấu quyết liệt, chàng đã giết chết quái vật và ra được mê cung cũng bởi cuộn chỉ này.
Từ đó, mê cung đã trở thành một từ để ám chỉ tình huống phức tạp, nan giải, còn cuôn chỉ Ariadne ám chỉ giải pháp, hợp lý sáng suốt nhằm thoát khỏi tình trạng bế tắc.

### Ý
Ở Ý cũng có một mê cung xây dựng vào thế kỷ XII

### Anh

#### VuaHenry II của Anh
Vào thế kỷ XII, vua Henry II của Anh đã xây dựng một mê cung để giấu các cô tình nhân xinh đẹp, nhưng cuối cùng cũng bị hoàng hậu Eleanor phát hiện nhờ dùng "sợi chỉ Ariadne". 

#### VuaWilliam III của Anh
Mê cung do vua William III của anh xây dựng vào thế kỷ XVII là một vườn hoa đẹp. Hai bên lối đi là hai hàng rào cây nhiều màu sắc. Ở chính giữa vườn có hai cây đại thụ và hai ghế đã quý.

### Trung Quốc

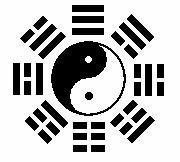
Trận đồ bái quái của Khổng Minh Gia Cát Lượng cũng là một mê cung

Trận đồ bát quái do Gia Cát Lượng bày ra cũng là một mê cung. Tướng Đông Ngô là Lục Tốn không biết đã đi vào cửa Tử, lạc lối không tìm được lối ra. May nhờ có cụ già Hoàng Thừa Ngạn là bố vợ Gia Cát Lượng dắt ra cửa Sinh mới thoát chết.

### Việt Nam[3]

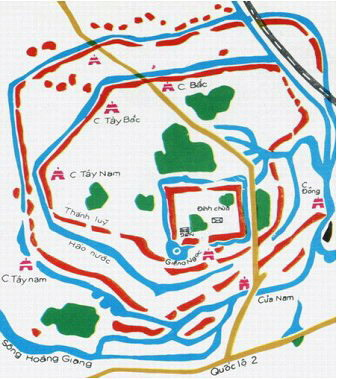
Thành Cổ Loa cũng có thể là một mê cung

Ở Việt Nam có một mê cung nổi tiếng là thành Cổ Loa, một công trình xây dựng cách đây hơn nghìn năm. Căn cứ trên bình đồ của ba lớp thành còn lại đủ thấy sự phức tạp và đầy bí ẩn của việc thiết kế mê cung này. Các lớp thành bao quanh có dạng đồng tâm lệch, ở phía nam rất sít gần nhau, tỏa rộng ra ở phía bắc. Thành Nội chỉ có một cổng ở cửa Nam. Các cổng ở thành Trung và thành Ngoại không thẳng tuyến mà đặt lệch nhau. Các vách thành trùng điệp kết hợp với mạng lưới sông, hồ, ao, đầm lầy chằng chịt tạo thành những chỗ đón lõng, những vật cản khó vượt qua. Ở đây có cả cửa Tử như cửa Đông, muốn đột nhập thành tại cửa này, phải vượt qua sông Hoàng Giang, những rẽ sang trái vấp phải ngách cụt, còn sang phải thì sa lầy đầm Cả. Cửa Nam là hướng tiếp cận với thành Nội gần nhất, nhưng ở đây thành cao, hào sâu xen kẽ nhau ba bốn tầng với những ụ canh nhô cao, không dễ gì mà lọt qua được. Có thể chắc chắn rằng quân của Triệu Đà, nhất là kỵ binh, tiến vào Cổ Loa là sa vào một mê cung không lối thoát. Trọng Thủy ở rể nhiều khả năng không chỉ ăn cắp nỏ thần. Công trình giúp An Dương Vương giành nhiều thắng lợi này cuối cùng không chiến thắng nổi sự cả tin của Mỵ Châu để rồi đất nước chuyển sự cai trị từ tay An Dương Vương sang cho nhà Triệu.

## Những nghiên cứu liên quan
Các nhà toán học đã đưa ra nhiều bài toán về mê cung, lập các thuật toán và các chương trình giải các bài toán đó. Như năm 1951, Claude Shannon đã chế tạo ra con chuột máy biết tìm biết tìm đường đi trong mê cung. Những bài toán liên quan đến mê cung như tránh ngõ cụt, tìm đường vào hoặc đường đi nhanh nhất, đi đến mọi nhánh của mê cung, mỗi nhánh đi đúng hai lần và mỗi lần theo một chiều khác nhau,... là những bài toán có ứng dụng quan trọng cho một ngành toán học trẻ tuổi: ngành điều khiển học.

## Vai trò
Mê cung có vai trò giải trí rất thú vị. Nó giúp chúng ta rèn luyện sự kiên trì khi chúng ta muốn đi vào tận cùng của nó. 